# Gorenjski Vrh
Gorenjski Vrh – wieś w Słowenii, w gminie Zavrč. W 2018 roku liczyła 96 mieszkańców.